# Jiří Mika (knihovník)
Jiří Mika (* 6. ledna 1954 Kladno) je český knihovník a bibliograf, v letech 2012–2017 ředitel Středočeské vědecké knihovny v Kladně.

## Život
Po maturitě na kladenském gymnáziu studoval na Fakultě stavební ČVUT, obor ekonomika a řízení stavebnictví (1973–1978). V letech 1983–1985 absolvoval kurz literární tvorby na Lidové konzervatoři Středočeského krajského kulturního střediska v Praze a 1999–2000 knihovnický kurz v Národní knihovně České republiky.
Pracoval jako analytik a systémový inženýr ve Vodních stavbách Praha (1978–1988), vyučoval informatiku na Střední průmyslové škole stavební v Praze (1988–1990), v letech 1990–1991 byl programátorem ve výpočetním středisku Poldi Kladno. Odtud přešel do Ústavu pro českou literaturu Akademie věd ČR, kde působil v letech 1991–1997 jako bibliograf, přičemž se spolupodílel na vytváření systému české literární bibliografie. Poté začal pracovat ve Středočeské vědecké knihovně v Kladně, kde byl od roku 1999 vedoucím odboru doplňování a zpracování fondu a v letech 2012–2017 ředitelem. Za doby svého působení v knihovně se intenzivně zapojil do zavádění a zprovoznění automatizovaného knihovního systému Rapid Library společnosti Cosmotron Bohemia. s.r.o. se sídlem v Hodoníně, řídil rekonstrukci historické budovy knihovny a přilehlých domů, inicioval stavbu depozitáře v blízkosti knihovny.
Publikuje články, stati a monografie z oblasti knihovnictví, regionální historie a kultury Kladna a Kladenska. V roce 2005 se podílel na vzniku kladenské kulturní revue Kladno Záporno, která vycházela v letech 2006–2012; byl členem její redakční rady a do revue přispíval.
V roce 2005 mu bylo uděleno nejvyšší knihovnické ocenění medaile Zdeňka Václava Tobolky za rozvoj českého knihovnictví. Za autorství knihy Mezi alembikem a spilkou o kročehlavském sládkovi a spisovateli Otakaru Zacharovi získal v roce 2013 čestné uznání Ceny Miroslava Ivanova udělované Klubem autorů literatury faktu za podpory města Jaroměře.
Je kytaristou kladenské jazzové skupiny Starej pán. V letech 1970-1973 byl členem trampské osady RiBaBi-Bo-HoSaMa (název vznikl z počátečních písmen přezdívek zakládajících členů). V roce 1982 zvítězil v trampské literární soutěži Trapsavec, trampingu se věnuje i dnes, navštěvuje především Brdy a Rakovnicko. Pracuje jako průvodce v Muzeu věžáků na Sídlišti architekta Havlíčka v Kladně. Je členem společnosti Patria, která je mj. vydavatelem ročenky Slánský obzor, spolupracuje s kladenským spolkem Halda zaměřeným na vydávání knih, pořádání historických a přírodovědných vycházek a další aktivity. Jako pamětník byl vybrán pro žáky ZŠ Vašatova, Kladno, do projektu Příběhy našich sousedů.

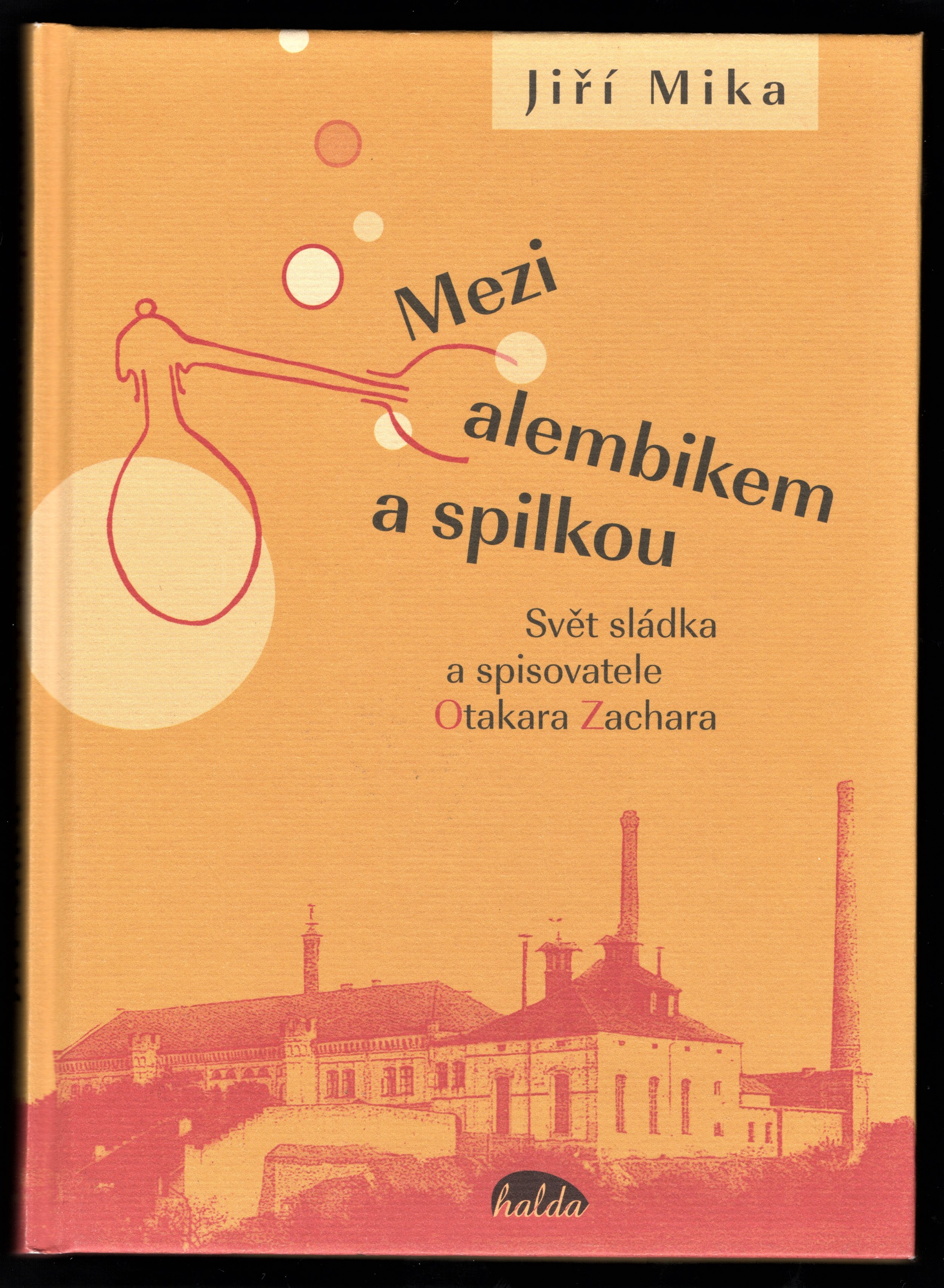
Obálka knihy Mezi alembikem a spilkou (autorka Veronika Botová, 2012)

## Vlastní monografie, vybrané studie a články

### Monografie
- KNOPP, František; MIKA, Jiří; WIENDL, Jan. Česká nezávislá literatura v ohlasech : výběrová bibliografie knih a článků od roku 1990. Praha: Primus, 1994. 285 s. ISBN 80-85625-38-5.
- ZACH, Aleš; WRÓBLEWSKÁ, Eva; MIKA, Jiří. Nakladatelské Kladno : z dějin kladenské knižní kultury. Kladno: Středočeská vědecká knihovna, 2007. 180 s. ISBN 978-80-85191-49-3.
- MIKA, Jiří. Mezi alembikem a spilkou : svět sládka a spisovatele Otakara Zachara. Kladno: Halda ISBN 978-80-905223-0-5.
- MIKA, Jiří; ŠVORCOVÁ, Vladimíra; POSPÍŠIL, Zdeněk. Středočeská vědecká knihovna trojím pohledem : sborník k 120. výročí. Kladno: Středočeská vědecká knihovna, 2017. 172 s. ISBN 978-80-85191-53-0.
- MIKA, Jiří. Třísky na duši : kladenské roky Jiřího Koláře. Kladno: Halda, 2020. 195 s. ISBN 978-80-907236-8-9.

### Studie a články
- MIKA, Jiří. Vliv zavádění automatizovaných knihovnických systémů na organizaci a provoz knihovny. Národní knihovna. 2000, roč. 11, č. 1, s. 6-14. ISSN 1802-8772.
- MIKA, Jiří. Básník Ivan Krasko a střední Čechy. In: Sdružení knihoven České republiky. Brno: Sdružení knihoven České republiky, 2004, s. 23-30.
- MIKA, Jiří. Klopotný příběh kladenských galerií. Kladno Záporno. 2008, roč. 3, č. 7, s. 4-7. ISSN 1802-1530.
- MIKA, Jiří. Mizející stopa kladenského dělníka v české literatuře. In: Sdružení knihoven České republiky. Brno: Sdružení knihoven České republiky, 2008, s. 83-87.
- MIKA, Jiří. Pivovarské nebe Otakara Zachara. Kladno Záporno. 2009, roč. 4, č. 7, s. 46-51. ISSN 1802-1530.
- MIKA, Jiří. Trail bratrů Ryvolových. Kladno Záporno: kulturní revue pro Kladno. 2009, roč. 4, č. 6, s. 33–35. ISSN 1802-1530.
- MIKA, Jiří. Střední Čechy spatřené: poznámky k máchovské literatuře a bibliografii. In: Sdružení knihoven České republiky v roce 2010. Ostrava: Sdružení knihoven České republiky, 2011, s. 26-31.
- MIKA, Jiří. Thákur, trampové a Kladno. Kladno Záporno. 2012, roč. 7, č. 12, s. 8-10. ISSN 1802-1530.
- MIKA, Jiří. Mléčnou drahou dolů a hutí: kladenské období básníka a výtvarníka Jiřího Koláře. In: Sdružení knihoven České republiky v roce 2014. Ostrava: Sdružení knihoven České republiky, 2015, s. 171-176.
- MIKA, Jiří. T. O. RiBaBi-Bo-HoSaMa: osada s dlouhým názvem a krátkým trváním. Puchejř. 2019, roč. 26, č. 1, s. 24-26.
- MIKA, Jiří a Vladimíra ŠVORCOVÁ. Kladno a jeho knihovna. Středočeský sborník historický. 2020, 45, 153-198. ISSN 0585-4172.